# Депутати ВР УРСР 5-го скликання
| Прізвище, ім'я, по-батькові         | Де обрано                | Виборчий округ                  | Посада на час обрання | Примітки                                                              |
| ----------------------------------- | ------------------------ | ------------------------------- | --- | --------------------------------------------------------------------- |
| Алексенко Володимир Аврамович       |                          | Військовий                      | Командир 195-ї гвардійської винищувальної авіаційної дивізії у Південній групі радянських військ, генерал-майор авіації, двічі Герой Радянського Союзу |                                                                       |
| Алексеєвський Євген Євгенович       | Хмельницька область      | Красилівський                   | Начальник Головного управління водного господарства при Раді Міністрів УРСР                                                                            |                                                                       |
| Алечко Марія Михайлівна             | Закарпатська область     | Тячівський                      | Доярка колгоспу імені Сталіна (м.Тячів Тячівського р-ну)                                                                                               |                                                                       |
| Андрієнко Леонід Васильович         | Вінницька область        | Липовецький                     | Завідувач сільськогосподарського відділу ЦК КПУ |                                                                       |
| Андрійченко Федір Кирилович         | Миколаївська область     | Вознесенський                   | Комбайнер колгоспу «Прогрес» (м. Вознесенськ Вознесенського р-ну)                                                                                      |                                                                       |
| Апостолов Іван Гаврилович           | Київська область         | Таращанський                    | Міністр хлібопродуктів УРСР |                                                                       |
| Аркуша Тетяна Антонівна             | Сталінська область       | Ждановський-Іллічівський        | Пресувальниця Ждановського заводу важкого машинобудування                                                                                              |                                                                       |
| Бабич Микола Іванович               | Харківська область       | Барвінківський                  | Заступник голови Держплану — міністр УРСР |                                                                       |
| Бабійчук Ростислав Володимирович    | Львівська область        | Олеський                        | Міністр культури УРСР |                                                                       |
| Баглай Михайло Степанович           | Полтавська область       | Глобинський                     | 2-й секретар Полтавського обласного комітету КПУ |                                                                       |
| Бажанов Юрій Павлович               | Харківська область       | Зміївський                      | Начальник Військової Артилерійської радіотехнічної академії ППО, генерал-лейтенант артилерії                                                           |                                                                       |
| Байда Григорій Іванович             | Дніпропетровська область | Новомосковський                 | Комбайнер колгоспу імені Сталіна (Новомосковського р-ну)                                                                                               |                                                                       |
| Бакай Петро Тимофійович             | Запорізька область       | Бердянський                     | Слюсар Бердянського Першотравневого машинобудівного заводу                                                                                             |                                                                       |
| Баранник Михайло Дмитрович          | Сталінська область       | Амвросіївський                  | Бригадир машиністів Амвросіївського цементного заводу                                                                                                  |                                                                       |
| Баранова Килина Григорівна          | Сумська область          | Буринський                      | Ланкова колгоспу «Дружба» (с. Воскресенка Буринського р-ну)                                                                                            |                                                                       |
| Барановський Анатолій Максимович    | Полтавська область       | Гадяцький                       | 1-й заступник голови Держплану — міністр УРСР |                                                                       |
| Барильник Тимофій Григорович        | Херсонська область       | Нижньосірогозький               | Голова виконкому Херсонської обласної ради |                                                                       |
| Бевз Ганна Пилипівна                | Хмельницька область      | Дунаєвецький                    | Слюсар Вишнівчицького цукрового заводу |                                                                       |
| Безпаль Ганна Іванівна              | Вінницька область        | Барський                        | Сатуратниця Барського цукрового заводу |                                                                       |
| Безушко Зіновія Іванівна            | Чернівецька область      | Чернівецький-Ленінський         | Формувальниця Чернівецького панчішного комбінату |                                                                       |
| Береговий Федір Григорович          | Черкаська область        | Христинівський                  | Голова колгоспу імені Сталіна (с.Верхнячка Христинівського р-ну)                                                                                       |                                                                       |
| Береза Олена Григорівна             | Київська область         | Яготинський                     | Ланкова колгоспу імені Паризької Комуни (Яготинського р-ну)                                                                                            |                                                                       |
| Бєлік Петро Олексійович             | Житомирська область      | Новоград-Волинський             | Командувач 8-ї танкової армії Прикарпатського військового округу, генерал-лейтенант танкових військ                                                    |                                                                       |
| Бєлогуров Микола Кіндратович        | Житомирська область      | Чуднівський                     | Відповідальний редактор газети «Правда Украины» |                                                                       |
| Бицюта Галина Михайлівна            | Миколаївська область     | Новобузький                     | Ланкова колгоспу «Сталінський шлях» («Радянське село») (Новобузького р-ну)                                                                             |                                                                       |
| Бідненко Ганна Федотівна            | Київська область         | Бориспільський                  | Ланкова колгоспу «Промінь» (с. Ревне Бориспільського р-ну)                                                                                             |                                                                       |
| Білодід Іван Костянтинович          | Полтавська область       | Козельщинський                  | Міністр освіти УРСР |                                                                       |
| Білоус Анатолій Панасович           | Сумська область          | Конотопський                    | Наладчик Конотопського заводу «Червоний металіст» |                                                                       |
| Білоусов Іван Фірсович              | Луганська область        | Свердловський                   | Бригадир комплексної бригади шахти № 1-2 імені Свердлова (м. Свердловськ)                                                                              |                                                                       |
| Благун Микола Григорович            | Ровенська область        | Володимирецький                 | Голова виконкому Ровенської обласної ради |                                                                       |
| Бодюх Олексій Омелянович            | Чернівецька область      | Чернівецький-Сталінський        | Голова виконкому Чернівецької обласної ради | 7 серпня 1960 помер                                                   |
| Бойза Георгій Георгійович           | Закарпатська область     | Ужгородський                    | Машиніст паровозного депо залізничної станції Чоп |                                                                       |
| Бойко Давид Васильович              | Хмельницька область      | Чемеровецький                   | Голова колгоспу імені Леніна (с. Летава Чемеровецького р-ну)                                                                                           |                                                                       |
| Бойко Сергій Кузьмич                | Полтавська область       | Кременчуцький                   | Голова колгоспу імені Леніна (с. Велика Кохнівка Кременчуцького р-ну)                                                                                  |                                                                       |
| Борзих Василь Лаврентійович         | Луганська область        | Іванівський                     | Начальник дільниці шахти № 5-7 тресту «Краснолучвугілля» (Іванівського р-ну)                                                                           |                                                                       |
| Борин Тетяна Миколаївна             | Станіславська область    | Надвірнянський                  | Доярка колгоспу імені Леніна (с. Радча Лисецького р-ну)                                                                                                |                                                                       |
| Бошкевич Марія Миколаївна           | Тернопільська область    | Скалатський                     | Доярка колгоспу «Україна» (с. Магдалівка Скалатського р-ну)                                                                                            |                                                                       |
| Бровкін Олексій Миколайович         | Харківська область       | Красноградський                 | Міністр внутрішніх справ УРСР |                                                                       |
| Бубновський Микита Дмитрович        | Черкаська область        | Смілянський                     | Секретар ЦК КПУ |                                                                       |
| Булгаков Олександр Олександрович    | Харківська область       | Дергачівський                   | 2-й секретар Харківського обласного комітету КПУ |                                                                       |
| Бурак Юлія Василівна                | Львівська область        | Львівський-Залізничний          | Регулювальниця радіоапаратури Львівського телевізорного заводу                                                                                         |                                                                       |
| Бурдін Порфирій Петрович            | Запорізька область       | Запорізький-Ленінський          | Електрозварювальник заготовчо-зварювального цеху Запорізького трансформаторного заводу                                                                 |                                                                       |
| Бурка Василь Петрович               | Сумська область          | Роменський                      | Бригадир тракторної бригади колгоспу імені Сталіна (Глинського р-ну)                                                                                   |                                                                       |
| Бурка Михайло Йосипович             | Запорізька область       | Ново-Василівський               | Завідувач відділу будівництва і міського господарства ЦК КПУ                                                                                           |                                                                       |
| Бурмистров Олександр Олександрович  | Сталінська область       | Красноармійський                | Завідувач відділу важкої промисловості ЦК КПУ |                                                                       |
| Бусько Микола Лукич                 | Одеська область          | Одеський-Ленінський             | Слюсар-лекальник Одеського заводу імені Жовтневої Революції                                                                                            |                                                                       |
| Бухно Єфросинія Кононівна           | Чернігівська область     | Борзнянський                    | Лікар Макошинської сільської лікарні (Менського р-ну)                                                                                                  |                                                                       |
| Бухранський Василь Дмитрович        | Житомирська область      | Олевський                       | Голова колгоспу «Здобуток Жовтня» ( с. Словечне Овруцького р-ну)                                                                                       |                                                                       |
| Бушнєв Сергій Дмитрович             | Луганська область        | Рубіжанський                    | Директор Рубіжанського хімічного комбінату |                                                                       |
| Валага Ніна Никифорівна             | Дрогобицька область      | Дрогобицький                    | Слюсар-монтер контрольно-вимірювальних приладів Дрогобицького нафтопереробного заводу № 1                                                              |                                                                       |
| Ванденко Леонід Степанович          | Чернігівська область     | Семенівський                    | Голова виконкому Чернігівської обласної ради |                                                                       |
| Василевська Євгенія Василівна       | Чернігівська область     | Ніжинський                      | Доцент кафедри зоології Ніжинського педагогічного інституту імені М. Гоголя                                                                            |                                                                       |
| Васильєв Микола Федорович           | Дніпропетровська область | Павлоградський                  | 1-й секретар Павлоградського міського комітету КПУ |                                                                       |
| Ватченко Олексій Федосійович        | Дніпропетровська область | Верхньодніпровський             | 2-й секретар Дніпропетровського обласного комітету КПУ                                                                                                 |                                                                       |
| Ващенко Микола Андрійович           | Сталінська область       | Пролетарський                   | Бригадир прохідників шахти № 12 тресту «Будьонніввугілля»                                                                                              |                                                                       |
| Веремеєнко Людмила Георгіївна       | Дніпропетровська область | Жовтоводський                   | Машиніст електровоза шахти міста Терни |                                                                       |
| Вислий Петро Михайлович             | Сумська область          | Глухівський                     | Голова колгоспу «Ленінський шлях» (Глухівського р-ну)                                                                                                  |                                                                       |
| Вівдиченко Іван Іванович            | Житомирська область      | Коростишівський                 | Завідувач відділу партійних органів ЦК КПУ |                                                                       |
| Вінницька Марія Федорівна           | Дрогобицька область      | Рудківський                     | Доярка колгоспу імені Сталіна (с. Чайковичі Рудківського р-ну)                                                                                         |                                                                       |
| Вітошкіна Ніна Миколаївна           | Миколаївська область     | Миколаївський-Заводський        | Завідувачка лабораторії цеху Миколаївського суднобудівного заводу імені Носенка                                                                        |                                                                       |
| Власюк Петро Антипович              | Ровенська область        | Сарненський                     | Президент Української академії сільськогосподарських наук                                                                                              |                                                                       |
| Вовк Яків Кононович                 | Черкаська область        | Шполянський                     | Комбайнер колгоспу імені Петровського (с. Матусів Шполянського р-ну)                                                                                   |                                                                       |
| Вознюк Павло Євдокимович            | Житомирська область      | Коростенський                   | Старший машиніст паровозного депо залізничної станції Коростень                                                                                        |                                                                       |
| Ворвулєв Микола Дмитрович           | Черкаська область        | Чигиринський                    | Соліст Київського державного театру опери та балету імені Т. Г. Шевченка                                                                               |                                                                       |
| Ворожко Андрій Самсонович           | Луганська область        | Старобільський                  | Голова колгоспу імені Калініна (Новоастраханського р-ну)                                                                                               |                                                                       |
| Гавриленко Софія Василівна          | Житомирська область      | Малинський                      | Вчителька середньої школи № 1 м. Малина |                                                                       |
| Гаврилів Меланія Василівна          | Дрогобицька область      | Сколівський                     | Ланкова колгоспу імені Леніна (с. Нижня Луковиця Сколівського р-ну)                                                                                    |                                                                       |
| Гайдар Марія Луківна                | Полтавська область       | Семенівський                    | Ланкова колгоспу імені Карла Маркса (с. Великі Липняги Семенівського р-ну)                                                                             |                                                                       |
| Гайовий Антон Іванович              | Дніпропетровська область | Амур-Нижньодніпровський         | 1-й секретар Дніпропетровського обласного комітету КПУ                                                                                                 | 3 липня 1962 помер                                                    |
| Гайчун Софія Савівна                | Волинська область        | Горохівський                    | Ланкова колгоспу «17 вересня» (с.Холонів Горохівського р-ну)                                                                                           |                                                                       |
| Галунов Дмитро Павлович             | Київська область         | Богуславський                   | Командувач 69-ї повітряної армії Київського військового округу, генерал-майор авіації                                                                  |                                                                       |
| Гапон Степан Григорович             | Львівська область        | Рава-Руський                    | Бригадир прохідників шахти № 5 тресту «Укрособвуглемонтаж»                                                                                             |                                                                       |
| Гарагонич Іван Георгійович          | Закарпатська область     | Свалявський                     | Голова виконкому Закарпатської обласної ради |                                                                       |
| Гармаш Микола Кузьмич               | Чернігівська область     | Чернігівський                   | Голова колгоспу «Новий шлях» (с. Піски Чернігівського р-ну)                                                                                            |                                                                       |
| Гарник Михайло Митрофанович         | Луганська область        | Кадіївський-Брянський           | Машиніст вугільного комбайну шахти «Анненська» (м. Брянка)                                                                                             |                                                                       |
| Гевко Петро Васильович              | Тернопільська область    | Чортківський                    | Токар Косівської (Білобожницької) РТС (Білобожницького р-ну)                                                                                           |                                                                       |
| Герасименко Клавдія Петрівна        | Полтавська область       | Карлівський                     | Директор Карлівської РТС |                                                                       |
| Гергель Марфа Іванівна              | Черкаська область        | Чорнобаївський                  | Свинарка колгоспу «Україна» Іркліївського району |                                                                       |
| Глазирін Володимир Іванович         | Сталінська область       | Краматорський                   | Директор Новокраматорського машинобудівного заводу імені Сталіна                                                                                       |                                                                       |
| Глух Федір Кирилович                | Чернігівська область     | Бобровицький                    | Голова Верховного Суду УРСР |                                                                       |
| Глухов Захар Миколайович            | Сталінська область       | Мар'їнський                     | 1-й секретар Мар'їнського райкому КПУ |                                                                       |
| Глюзицький Валентин Павлович        | Чернігівська область     | Прилуцький                      | Токар Прилуцького заводу протипожежного устаткування                                                                                                   |                                                                       |
| Гмиря Петро Арсентійович            | Луганська область        | Ворошиловський міський          | Директор Алчевського металургійного заводу |                                                                       |
| Говалешко Михайло Васильович        | Чернівецька область      | Сторожинецький                  | Бригадир комплексної бригади Берегометського ліспромкомбінату (Вижницького р-ну)                                                                       |                                                                       |
| Головко Катерина Іванівна           | Кіровоградська область   | Ново-Георгіївський              | Трактористка будівництва Кременчуцької ГЕС |                                                                       |
| Головченко Марія Мусіївна           | Черкаська область        | Тальнівський                    | Слюсар-сатуратниця Тальнівського цукрового заводу |                                                                       |
| Голубчук Марія Мефодіївна           | Вінницька область        | Ямпільський                     | Голова колгоспу «40-річчя Жовтня» (с. Северинівка Ямпільського р-ну)                                                                                   |                                                                       |
| Голюк Лукія Іванівна                | Вінницька область        | Вінницький                      | Свинарка колгоспу «Перемога» (с. Парпурівці Вінницького р-ну)                                                                                          |                                                                       |
| Гончар Олександр Терентійович       | Херсонська область       | Бериславський                   | Письменник |                                                                       |
| Гончарова Раїса Павлівна            | Луганська область        | Олександрівський                | Ланкова колгоспу імені ХХ з'їзду КПРС (с. Весела Гора Олександрівського району)                                                                        |                                                                       |
| Горбанчук Юхим Онуфрійович          | Хмельницька область      | Новоушицький                    | Головний лікар Хмельницької обласної лікарні, хірург                                                                                                   |                                                                       |
| Горбась Микола Пилипович            | Тернопільська область    | Кременецький                    | Заступник голови Держплану — міністр УРСР |                                                                       |
| Гориздра Іван Павлович              | Кримська область         | Джанкойський                    | Слюсар Азовської РТС (смт Азовське Джанкойського р-ну)                                                                                                 |                                                                       |
| Гречуха Михайло Сергійович          | Харківська область       | Люботинський                    | 1-й заступник Голови Ради Міністрів УРСР |                                                                       |
| Грибовський В'ячеслав Васильович    | Ровенська область        | Корецький                       | 2-й секретар Ровенського обласного комітету КПУ |                                                                       |
| Григоренко Олексій Семенович        | Чернівецька область      | Чернівецький                    | 2-й секретар Чернівецького обласного комітету КПУ |                                                                       |
| Гридасов Дмитро Матвійович          | Сталінська область       | Волноваський                    | Голова виконкому Сталінської обласної ради |                                                                       |
| Гридіна Олександра Василівна        | Кримська область         | Приморський                     | Доярка колгоспу «Україна» (Кіровського р-ну) |                                                                       |
| Гриза Олексій Андріанович           | Вінницька область        | Копайгородський                 | 1-й заступник міністра сільського господарства УРСР |                                                                       |
| Грименко Володимир Макарович        | Сталінська область       | Артемівський міський            | Машиніст екскаватора рудника імені Леваневського Часів-Ярського рудоуправління                                                                         |                                                                       |
| Грисенко Микола Васильович          | Сумська область          | Охтирський                      | 1-й секретар Охтирського районного комітету КПУ |                                                                       |
| Гришина Марія Федорівна             | Херсонська область       | Каховський                      | Бригадир виноградарів винкомбінату «Перемога наймитів» (Ново-Маячківського р-ну)                                                                       |                                                                       |
| Гришко Олександра Семенівна         | Черкаська область        | Черкаський міський              | Зубофрезерувальниця Черкаського машинобудівного заводу імені Петровського                                                                              |                                                                       |
| Грінченко Ганна Олексіївна          | Херсонська область       | Херсонський другий              | Інженер-конструктор Херсонського суднобудівного заводу імені Комінтерну                                                                                |                                                                       |
| Громаков Григорій Петрович          | Сталінська область       | Макіївський-Кіровський          | Старший вальцювальник Макіївського металургійного заводу імені Кірова                                                                                  |                                                                       |
| Громійчук Пелагея Тимофіївна        | Кіровоградська область   | Голованівський                  | Ланкова колгоспу імені ХХ з'їзду КПРС (с. Клинове Голованівського р-ну)                                                                                |                                                                       |
| Громов Олександр Георгійович        | Дніпропетровська область | Апостолівський                  | 1-й заступник начальника Політуправління Київського військового округу, полковник                                                                      |                                                                       |
| Грудзинська Євгенія Олександрівна   | Одеська область          | Ізмаїльський                    | Майстер Ізмаїльського консервного комбінату |                                                                       |
| Грудзинський Петро Петрович         | Львівська область        | Львівський-Ленінський           | Токар Львівського механічного заводу |                                                                       |
| Грушко Ніна Василівна               | Харківська область       | Харківський-Червонобаварський   | Прядильниця Харківського канатного заводу |                                                                       |
| Гульчук Йосип Олександрович         | Хмельницька область      | Мануїльський                    | Бригадир садово-городньої бригади колгоспу імені ХІХ партз'їзду (Теофіпольського р-ну)                                                                 |                                                                       |
| Гургаль Володимир Йосипович         | Львівська область        | Львівський-Шевченківський       | Токар Львівського машинобудівного заводу |                                                                       |
| Гуреєв Микола Михайлович            | Одеська область          | Балтський                       | 1-й заступник Голови Ради Міністрів УРСР |                                                                       |
| Гусєва Любов Архипівна              | Сталінська область       | Володарський                    | Агроном колгоспу імені Калініна (с. Старченкове Володарського р-ну)                                                                                    |                                                                       |
| Гутелюк Іван Дмитрович              | Закарпатська область     | Рахівський                      | Електропильщик Ясинського ліспромкомбінату |                                                                       |
| Гутник Іван Пантелійович            | Сталінська область       | Селидівський                    | Бригадир прохідників шахти № 2 «Ново-Гродівка» тресту «Селидіввугілля»                                                                                 |                                                                       |
| Давиденко Марія Іванівна            | Харківська область       | Харківський-Київський           | Регулювальниця Харківського машинобудівного заводу |                                                                       |
| Давидов Олексій Йосипович           | Київ                     | Дарницький                      | Голова виконкому Київської міської ради |                                                                       |
| Данилов Олександр Іванович          | Одеська область          | Одеський-Воднотранспортний      | Старший крановий Одеського порту |                                                                       |
| Данькевич Костянтин Федорович       | Одеська область          | Арцизький                       | Голова правління Спілки радянських композиторів України                                                                                                |                                                                       |
| Денисенко Андрій Андрійович         | Дніпропетровська область | Криворізький-Жовтневий          | Бригадир прохідників рудника імені Карла Лібкнехта (м. Кривий Ріг)                                                                                     |                                                                       |
| Дерегус Михайло Гордійович          | Кримська область         | Ялтинський                      | Голова правління Спілки радянських художників України, графік                                                                                          |                                                                       |
| Диптан Ольга Климівна               | Київська область         | Васильківський                  | Ланкова колгоспу імені Ілліча (с. Кодаки Васильківського р-ну)                                                                                         |                                                                       |
| Довгаль Михайло Федорович           | Чернівецька область      | Хотинський                      | Міністр автомобільного транспорту і шосейних доріг УРСР                                                                                                |                                                                       |
| Довгань Антоніна Демидівна          | Дніпропетровська область | Магдалинівський                 | Зоотехнік колгоспу «За мир» (Магдалинівського р-ну) |                                                                       |
| Довгополова Марія Петрівна          | Харківська область       | Золочівський                    | Доярка колгоспу «Шлях до комунізму» (Золочівського р-ну)                                                                                               |                                                                       |
| Долинюк Євгенія Олексіївна          | Тернопільська область    | Борщівський                     | Ланкова колгоспу імені Сталіна (с. Вигода Мельнице-Подільського р-ну)                                                                                  |                                                                       |
| Долібець Федір Данилович            | Житомирська область      | Любарський                      | Голова колгоспу імені Сталіна (с. Камінь Дзержинського р-ну)                                                                                           |                                                                       |
| Домарьов Іван Іванович              | Луганська область        | Лисичанський міський            | Бурильник Лисичанської станції «Підземгаз» |                                                                       |
| Дончук Павло Петрович               | Київ                     | Шевченківський                  | Токар дротового цеху Київського заводу «Укркабель» |                                                                       |
| Дощанська Інна Олексіївна           | Кіровоградська область   | Кіровоградський міський         | Робітниця Кіровоградського заводу «Червона Зірка» |                                                                       |
| Дрозденко Василь Іванович           | Луганська область        | Краснодонський                  | 1-й секретар ЦК ЛКСМУ |                                                                       |
| Дротенко Марія Сергіївна            | Одеська область          | Саратський                      | Бригадир тракторної бригади колгоспу «Україна» |                                                                       |
| Дудикевич Богдан Корнилович         | Львівська область        | Яворівський                     | Директор Львівського філіалу Центрального музею імені В. І. Леніна                                                                                     |                                                                       |
| Єгорова Парасковія Степанівна       | Запорізька область       | Мелітопольський                 | Свинарка колгоспу «Прапор комунізму» (с. Нове Мелітопольського р-ну)                                                                                   |                                                                       |
| Єгудін Ілля Абрамович               | Кримська область         | Білогірський                    | Голова колгоспу «Дружба народів» (с. Петрівка Красногвардійського р-ну)                                                                                |                                                                       |
| Єременко Анатолій Петрович          | Станіславська область    | Долинський                      | Голова раднаргоспу Станіславського економічного адміністративного району                                                                               |                                                                       |
| Желюк Пилип Олексійович             | Вінницька область        | Тульчинський                    | Голова колгоспу імені Суворова (с. Тиманівка Тульчинського р-ну)                                                                                       |                                                                       |
| Живчик Григорій Ілліч               | Тернопільська область    | Збаразький                      | Голова колгоспу імені Калініна (с. Токи Новосільського р-ну)                                                                                           |                                                                       |
| Завізіон Таїсія Андріївна           | Дніпропетровська область | Нагірний                        | Швачка-машиністка Дніпропетровської швейної фабрики імені Володарського                                                                                |                                                                       |
| Заглада Надія Григорівна            | Житомирська область      | Черняхівський                   | Ланкова колгоспу імені 1-го Травня (с. Високе Черняхівського р-ну)                                                                                     |                                                                       |
| Заєць Марія Василівна               | Дрогобицька область      | Самбірський                     | Ланкова колгоспу імені Сталіна (с. Ралівка Самбірського р-ну)                                                                                          |                                                                       |
| Заїка Ольга Харитонівна             | Житомирська область      | Ємільчинський                   | Голова колгоспу імені Комінтерну (с. Андрієвичі Ємільчинського р-ну)                                                                                   |                                                                       |
| Закордонець Павло Петрович          | Кіровоградська область   | Хмелівський                     | Чабан колгоспу імені Максима Горького Хмелівського району                                                                                              |                                                                       |
| Замула Василь Никифорович           | Чернігівська область     | Коропський                      | 2-й секретар Чернігівського обласного комітету КПУ |                                                                       |
| Заславський Олександр Володимирович | Харківська область       | Харківський-Сталінський         | Слюсар інструментального цеху Харківського електромеханічного заводу імені Сталіна                                                                     |                                                                       |
| Згурська Катерина Іванівна          | Хмельницька область      | Городоцький                     | Міністр юстиції УРСР |                                                                       |
| Зіньківська Євгенія Тимофіївна      | Сталінська область       | Артемівський                    | Агроном колгоспу імені Чапаєва (с. Покровське Артемівського р-ну)                                                                                      |                                                                       |
| Зленко Андрій Никифорович           | Львівська область        | Кам'янсько-Бузький              | Секретар Президії Верховної Ради УРСР |                                                                       |
| Іванішен Микола Тарасович           | Вінницька область        | Могилів-Подільський             | Слюсар Вендичанського цукрового заводу (Могилів-Подільського р-ну)                                                                                     |                                                                       |
| Іванов Олексій Семенович            | Станіславська область    | Рогатинський                    | 1-й секретар Бурштинського районного комітету КПУ |                                                                       |
| Іванов Семен Павлович               | Чернігівська область     | Срібнянський                    | Начальник штабу Київського військового округу, генерал-полковник                                                                                       |                                                                       |
| Івановський Георгій Іванович        | Запорізька область       | Мелітопольський міський         | Голова раднаргоспу Запорізького економічного адміністративного району                                                                                  |                                                                       |
| Іващенко Іван Григорович            | Ровенська область        | Ровенський                      | 1-й секретар Ровенського районного комітету КПУ |                                                                       |
| Іващенко Ольга Іллівна              | Київська область         | Чорнобильський                  | Секретар ЦК КПУ |                                                                       |
| Івонін Іван Павлович                | Львівська область        | Радехівський                    | Голова раднаргоспу Львівського економічного адміністративного району                                                                                   |                                                                       |
| Ілляш Іван Микитович                | Тернопільська область    | Бучацький                       | 2-й секретар Тернопільського обласного комітету КПУ |                                                                       |
| Ільчук Марія Миколаївна             | Житомирська область      | Баранівський                    | Формувальниця Баранівського фарфорового заводу |                                                                       |
| Іченська Олександра Яківна          | Черкаська область        | Уманський                       | Завідувачка Уманської дитячої поліклініки |                                                                       |
| Казанець Іван Павлович              | Сталінська область       | Макіївський-Совєтський          | 1-й секретар Сталінського обласного комітету КПУ |                                                                       |
| Кайкан Петро Федорович              | Станіславська область    | Косівський                      | Голова виконкому Станіславської обласної ради |                                                                       |
| Калита Федір Іларіонович            | Волинська область        | Ратнівський                     | 2-й секретар Волинського обласного комітету КПУ |                                                                       |
| Калиш Текля Семенівна               | Львівська область        | Перемишлянський                 | Ланкова колгоспу «Зоря комунізму» (Глинянського р-ну)                                                                                                  |                                                                       |
| Кальченко Никифор Тимофійович       | Тернопільська область    | Великодедеркальський            | Голова Ради Міністрів УРСР |                                                                       |
| Капичина Ганна Микитівна            | Київ                     | Дніпровський                    | Робітниця заводоуправління промбудматеріалів |                                                                       |
| Карєва Олександра Григорівна        | Сталінська область       | Харцизький                      | Начальник механічної лабораторії Харцизького канатно-дротового заводу                                                                                  |                                                                       |
| Карпюк Віра Семенівна               | Волинська область        | Любомльський                    | Свинарка колгоспу «Радянська Україна» (с. Рівне Любомльського р-ну)                                                                                    |                                                                       |
| Кащеєв Іван Андрійович              | Дрогобицька область      | Мостиський                      | 2-й секретар Дрогобицького обласного комітету КПУ |                                                                       |
| Кириченко Іван Тимофійович          | Кіровоградська область   | Ново-Миргородський              | Міністр зв'язку УРСР |                                                                       |
| Кириченко Григорій Федорович        | Сумська область          | Сумський міський                | Токар Сумського машинобудівного заводу імені Фрунзе |                                                                       |
| Кізим Роман Михайлович              | Дрогобицька область      | Бориславський                   | Слюсар Бориславського 8-го нафтопромислу |                                                                       |
| Кіх Марія Семенівна                 | Львівська область        | Золочівський                    | Директор Львівського літературно-меморіального музею Івана Франка                                                                                      |                                                                       |
| Клеванський Антон Архипович         | Хмельницька область      | Кам'янець-Подільський           | 1-й секретар Кам'янець-Подільського районного комітету КПУ                                                                                             |                                                                       |
| Кобзар Степан Прокопович            | Волинська область        | Ківерцівський                   | Голова колгоспу «Ленінська перемога» (Ківерцівського р-ну)                                                                                             |                                                                       |
| Кобильников Олександр Семенович     | Сталінська область       | Горлівський-Микитівський        | Вибійник шахти № 19-20 тресту «Горлівськвугілля» |                                                                       |
| Кобильчак Михайло Митрофанович      | Київська область         | Кагарлицький                    | 1-й секретар Старченківського районного комітету КПУ                                                                                                   |                                                                       |
| Коваленко Катерина Сергіївна        | Полтавська область       | Решетилівський                  | Доярка колгоспу імені Жданова (с. Шевченкове Решетилівського р-ну)                                                                                     |                                                                       |
| Коваленко Костянтин Степанович      | Одеська область          | Болградський                    | 2-й секретар Одеського обласного комітету КПУ |                                                                       |
| Коваленко Михайло Іванович          | Черкаська область        | Черкаський                      | Голова колгоспу «Память Леніна» (Черкаського р-ну) |                                                                       |
| Коваль Борис Андронікович           | Дніпропетровська область | Васильківський                  | Міністр вищої освіти УРСР | 3 червня 1959 помер                                                   |
| Коваль Федір Тихонович              | Львівська область        | Нестеровський                   | 2-й секретар Львівського обласного комітету КПУ |                                                                       |
| Ковальов Харитон Антонович          | Луганська область        | Ворошиловський                  | Вибійник шахти № 10 імені Артема тресту «Ворошиловвугілля»                                                                                             | 3 жовтня 1961 загинув                                                 |
| Ковальчик Володимир Петрович        | Тернопільська область    | Тернопільський                  | Машиніст паровозного депо залізничної станції Тернопіль                                                                                                |                                                                       |
| Ковпак Сидір Артемович              | Сумська область          | Путивльський                    | Заступник Голови Президії Верховної Ради УРСР, генерал-майор                                                                                           |                                                                       |
| Козак Андрій Панасович              | Ровенська область        | Млинівський                     | Голова колгоспу «Комуніст» (с. Підлозці Демидівського р-ну)                                                                                            |                                                                       |
| Кольчик Олександр Арсенійович       | Сталінська область       | Чистяківський                   | Бригадир робітників очисного вибою шахти імені Лутугіна тресту «Чистяківантрацит»                                                                      |                                                                       |
| Комар Анатолій Миколайович          | Станіславська область    | Яблунівський                    | Президент Академії будівництва і архітектури УРСР | 26 жовтня 1959 помер                                                  |
| Кондуфор Юрій Юрійович              | Одеська область          | Любашівський                    | Завідувач відділу науки і культури ЦК КПУ |                                                                       |
| Коновалова Варвара Михайлівна       | Кримська область         | Бахчисарайський                 | Ланкова радгоспу імені Поліни Осипенко (Бахчисарайського р-ну)                                                                                         |                                                                       |
| Корницький Петро Іванович           | Кримська область         | Сімферопольський-Центральний    | 1-й секретар Сімферопольського міського комітету КПУ                                                                                                   |                                                                       |
| Корнійчук Олександр Євдокимович     | Вінницька область        | Хмельницький                    | Письменник, секретар Правління Спілки письменників СРСР                                                                                                |                                                                       |
| Коробенко Катерина Калениківна      | Київська область         | Переяслав-Хмельницький          | Ланкова колгоспу «Комунар» (с. Кадомка Ржищівського р-ну)                                                                                              |                                                                       |
| Коробов Микола Архипович            | Сталінська область       | Макіївський-Червоногвардійський | Голова виконкому Макіївської міської ради |                                                                       |
| Коровченко Андрій Григорович        | Кримська область         | Севастопольський-Нахімовський   | 1-й секретар Севастопольського міського комітету КПУ                                                                                                   |                                                                       |
| Коротков Федір Іванович             | Чернігівська область     | Чернігівський міський           | 1-й секретар Чернігівського міського комітету КПУ |                                                                       |
| Коротченко Дем'ян Сергійович        | Житомирська область      | Житомирський                    | Голова Президії Верховної Ради УРСР |                                                                       |
| Корх Марія Мефодіївна               | Київ                     | Залізничний                     | Бригадир Київської трикотажної фабрики імені Рози Люксембург                                                                                           |                                                                       |
| Косенков Олександр Федорович        | Луганська область        | Первомайський                   | Бригадир прохідників шахтоуправління № 2 «Золоте» тресту «Первомайськвугілля» (м. Первомайськ)                                                         |                                                                       |
| Косогов Яків Михайлович             | Дніпропетровська область | Криворізький-Центральноміський  | Бригадир бурильників шахти імені Валявка рудоуправління імені Ілліча (м. Кривий Ріг)                                                                   |                                                                       |
| Костюшко Ольга Іванівна             | Кіровоградська область   | Олександрійський                | Вчителька біології Олександрійської середньої школи № 2                                                                                                |                                                                       |
| Косянчук Федір Якович               | Кіровоградська область   | Знам'янський                    | Ланковий колгоспу імені Сталіна (с. Дмитрівка Знам'янського р-ну)                                                                                      |                                                                       |
| Кочубей Антон Самійлович            | Херсонська область       | Голопристанський                | 2-й секретар Херсонського обласного комітету КПУ |                                                                       |
| Кошик Онисія Данилівна              | Вінницька область        | Томашпільський                  | Лікар дільничної лікарні села Комаргород (Томашпільського р-ну)                                                                                        |                                                                       |
| Кравченко Леонід Гаврилович         | Кіровоградська область   | Ново-Український                | 2-й секретар Кіровоградського обласного комітету КПУ                                                                                                   |                                                                       |
| Кравчук Степан Миколайович          | Тернопільська область    | Товстенський                    | Бригадир тракторної бригади колгоспу імені Івана Франка (с. Ворвулинці Товстенського р-ну)                                                             |                                                                       |
| Крамаренко Олександр Григорович     | Луганська область        | Луганський-Ленінський           | 1-й секретар Луганського міського комітету КПУ |                                                                       |
| Красозов Іван Павлович              | Сталінська область       | Сніжнянський                    | Начальник комбінату «Сталінвугілля» |                                                                       |
| Кременицький Віктор Олександрович   | Житомирська область      | Попільнянський                  | Голова виконкому Житомирської обласної ради |                                                                       |
| Кривенко Петро Степанович           | Сталінська область       | Ждановський-Орджонікідзевський  | Бригадир слюсарів-монтажників будівельного управління «Укрметалургмонтаж» (м. Жданов)                                                                  |                                                                       |
| Кривенко Яків Миколайович           | Сталінська область       | Краснолиманський                | Начальник Донецької залізниці |                                                                       |
| Крутенко Петро Федорович            | Сталінська область       | Авдіївський                     | Голова колгоспу імені Леніна (Авдіївського р-ну) |                                                                       |
| Кузьменко Микола Гнатович           | Сталінська область       | Дзержинський                    | Бригадир вибійників шахти імені Артема тресту «Дзержинськвугілля» (м. Артемове)                                                                        |                                                                       |
| Кулькова Калерія Олександрівна      | Луганська область        | Лисичанський                    | Заступник начальника цеху Лисичанського хімічного комбінату                                                                                            |                                                                       |
| Куриленко Микола Миколайович        | Миколаївська область     | Арбузинський                    | Завідувач відділу ЦК КПУ |                                                                       |
| Кухаренко Лідія Іванівна            | Луганська область        | Білокуракинський                | Голова правління Товариства для поширення політичних і наукових знань УРСР                                                                             |                                                                       |
| Кучерук Анастасія Калениківна       | Хмельницька область      | Ізяславський                    | Завідувачка ферми колгоспу імені Леніна (с. Радошівка Ізяславського р-ну)                                                                              |                                                                       |
| Кушко Леонтій Семенович             | Одеська область          | Одеський                        | Бригадир тракторної бригади колгоспу імені Дзержинського (смт Овідіополь Овідіопольського р-ну)                                                        |                                                                       |
| Ладані Ганна Михайлівна             | Закарпатська область     | Мукачівський                    | Ланкова колгоспу імені Леніна (с. Великі Лучки Мукачівського р-ну)                                                                                     |                                                                       |
| Лазуренко Михайло Костянтинович     | Львівська область        | Івано-Франківський              | 1-й секретар Львівського обласного комітету КПУ |                                                                       |
| Лалаянц Аркадій Макарович           | Дніпропетровська область | П'ятихатський                   | Заступник голови Держплану — міністр УРСР |                                                                       |
| Лахно Володимир Олексійович         | Запорізька область       | Запорізький-Орджонікідзевський  | Майстер сталеплавильного цеху Запорізького електрометалургійного заводу «Дніпроспецсталь»                                                              |                                                                       |
| Лащенко Петро Миколайович           | Станіславська область    | Галицький                       | Командувач 38-ї армії Прикарпатського військового округу, генерал-лейтенант                                                                            |                                                                       |
| Левченко Іван Федотович             | Хмельницька область      | Волочиський                     | Голова виконкому Хмельницької обласної ради |                                                                       |
| Лисенко Василь Васильович           | Тернопільська область    | Заложцівський                   | Голова виконкому Тернопільської обласної ради |                                                                       |
| Лисенко Федір Денисович             | Хмельницька область      | Полонський                      | Кочегар Понінківського целюльозно-паперового комбінату                                                                                                 |                                                                       |
| Лисенко Яків Іванович               | Станіславська область    | Снятинський                     | 2-й секретар Станіславського обласного комітету КПУ |                                                                       |
| Литвин Костянтин Захарович          | Львівська область        | Бродівський                     | Голова президії Українського товариства дружби і культурного зв’язку з зарубіжними країнами                                                            |                                                                       |
| Лісова Ніна Гаврилівна              | Хмельницька область      | Хмельницький                    | Інженер залізничної станції Хмельницька |                                                                       |
| Лічарда Іван Ананійович             | Одеська область          | Кілійський                      | Голова риболовецького колгоспу імені Нахімова (м. Вилкове)                                                                                             |                                                                       |
| Ліщук Ганна Юхимівна                | Ровенська область        | Червоноармійський               | Ланкова колгоспу імені Кірова (с. Плоска Дубнівського р-ну)                                                                                            |                                                                       |
| Лукава Ніна Амвросіївна             | Одеська область          | Красноокнянський                | Свинарка колгоспу імені Дружби народів (с. Ставрово Красноокнянського р-ну)                                                                            |                                                                       |
| Лукашин Петро Тимофійович           | Дрогобицька область      | Стрийський                      | Член Військової Ради — начальник Політуправління Прикарпатського військового округу, генерал-лейтенант                                                 |                                                                       |
| Лунгова Надія Федорівна             | Одеська область          | Березівський                    | Ланкова колгоспу імені Шевченка (Березівського р-ну)                                                                                                   |                                                                       |
| Лутак Іван Кіндратович              | Черкаська область        | Звенигородський                 | Голова виконкому Черкаської обласної ради |                                                                       |
| Лучак Павло Пилипович               | Вінницька область        | Жмеринський                     | Машиніст-інструктор паровозного депо залізничної станції Жмеринка                                                                                      |                                                                       |
| Лучканина Ганна Михайлівна          | Львівська область        | Вінниківський                   | Доярка колгоспу імені Сталіна (с. Підберезці) |                                                                       |
| Ляшко Олександр Павлович            | Сталінська область       | Петровський                     | 2-й секретар Сталінського обласного комітету КПУ |                                                                       |
| Мазуленко Микола Панасович          | Сумська область          | Тростянецький                   | 2-й секретар Сумського обласного комітету КПУ |                                                                       |
| Макаренко Марія Герасимівна         | Сталінська область       | Куйбишевський                   | Апаратниця Сталінського заводу хімічних реактивів |                                                                       |
| Максименко Варвара Григорівна       | Харківська область       | Харківський-Комінтернівський    | Старший технолог Харківського заводу транспортного машинобудування імені Малишева                                                                      |                                                                       |
| Малишко Андрій Самійлович           | Тернопільська область    | Підгаєцький                     | Письменник |                                                                       |
| Маркін Михайло Семенович            | Волинська область        | Камінь-Каширський               | Начальник Центрального Статистичного Управління при Раді Міністрів УРСР                                                                                |                                                                       |
| Марко Марія Василівна               | Закарпатська область     | Виноградівський                 | Ланкова колгоспу імені Ватутіна (Виноградівського р-ну)                                                                                                | 1 червня 1960 померла                                                 |
| Мартинюк Пелагія Дмитрівна          | Вінницька область        | Крижопільський                  | Бригадир колгоспу імені Сталіна (с. Левкова Крижопільського р-ну)                                                                                      |                                                                       |
| Марченко Григорій Якович            |                          | Військовий                      | Член Військової Ради — начальник Політуправління Південної групи військ, генерал-майор                                                                 |                                                                       |
| Матвійчук Василь Федорович          | Волинська область        | Нововолинський                  | Бригадир комбайнової бригади шахти № 4 «Нововолинськвугілля»                                                                                           |                                                                       |
| Махота Петро Семенович              | Дніпропетровська область | Петровський                     | Сталевар мартенівського цеху Дніпропетровського металургійного заводу імені Петровського                                                               |                                                                       |
| Мелія Олександр Олександрович       | Київська область         | Фастівський                     | Начальник конструкторського бюро Держбуду УРСР |                                                                       |
| Мельник Галина Петрівна             | Тернопільська область    | Бережанський                    | Вчителька семирічної школи (с. Урмань Бережанського р-ну)                                                                                              |                                                                       |
| Мельник Сергій Олексійович          | Одеська область          | Одеський-Приморський            | Завідувач кафедри Одеського сільськогосподарського інституту                                                                                           |                                                                       |
| Мельничук Соломія Никифорівна       | Житомирська область      | Бердичівський                   | Ланкова колгоспу «Шлях комунізму» (Бердичівського р-ну)                                                                                                | до 1959                                                               |
| Микитей Марія Дмитрівна             | Чернівецька область      | Садгірський                     | Ланкова колгоспу імені Кірова (Заставнівського р-ну)                                                                                                   |                                                                       |
| Мироненко Павло Іванович            | Київ                     | Московський                     | Бригадир електроцеху залізничного депо Київ-Московський                                                                                                |                                                                       |
| Миронова Ганна Іванівна             | Сталінська область       | Горлівський-Центральний         | Заступник головного металурга Горлівського машинобудівного заводу імені Кірова                                                                         |                                                                       |
| Михайленко Варвара Нестерівна       | Київська область         | Боярський                       | Доярка колгоспу «Родина» (с. Хотів Києво-Святошинського р-ну)                                                                                          |                                                                       |
| Михайлишин Емілія Омелянівна        | Станіславська область    | Тлумацький                      | Ланкова колгоспу імені Жданова (смт Отиня Отинянського р-ну)                                                                                           |                                                                       |
| Михайлюк Євгенія Остапівна          | Сталінська область       | Добропільський                  | Доярка колгоспу «Авангард» (Добропільського р-ну) |                                                                       |
| Михальчишина Олена Феодосіївна      | Хмельницька область      | Летичівський                    | Ланкова механізованої ланки колгоспу імені Куйбишева (с. Попівці Летичівського р-ну)                                                                   |                                                                       |
| Міняйленко Федора Трохимівна        | Харківська область       | Вовчанський                     | Помічник бригадира комплексної бригади колгоспу «Більшовик» (с. Вовчанські Хутори Вовчанського р-ну)                                                   |                                                                       |
| Мірошник Олена Пантелеймонівна      | Дніпропетровська область | Дніпропетровський               | Ланкова колгоспу імені Сталіна (Дніпропетровського р-ну)                                                                                               |                                                                       |
| Мірошниченко Любов Антонівна        | Дніпропетровська область | Нікопольський                   | Оператор Нікопольського Південно-трубного заводу |                                                                       |
| Могильченко Григорій Сергійович     | Харківська область       | Лозівський                      | Голова колгоспу імені Орджонікідзе (с. Катеринівка Лозівського р-ну)                                                                                   |                                                                       |
| Мокроус Федір Якович                | Запорізька область       | Василівський                    | Голова виконкому Запорізької обласної ради |                                                                       |
| Моложава Наталія Михайлівна         | Полтавська область       | Кобеляцький                     | Директор Кустолівської семирічної школи (Кобеляцького р-ну)                                                                                            |                                                                       |
| Монастирська Євстахія Володимирівна | Тернопільська область    | Копичинський                    | Ланкова колгоспу імені Богдана Хмельницького (с. Великі Чорнокінці Пробіжнянського р-ну)                                                               |                                                                       |
| Мороз Микола Тихонович              | Дрогобицька область      | Добромильський                  | Заступник голови КДБ при РМ УРСР, генерал-майор |                                                                       |
| Москалець Костянтин Федорович       | Полтавська область       | Зіньківський                    | Голова Української республіканської ради професійних спілок                                                                                            |                                                                       |
| Мужицький Олександр Михайлович      | Харківська область       | Ізюмський                       | Голова виконкому Полтавської обласної ради |                                                                       |
| Музичук Володимир Васильович        | Житомирська область      | Ружинський                      | Комбайнер колгоспу «Комунар» (Ружинського р-ну) | до 1960                                                               |
| Мусієнко Єфросинія Артемівна        | Полтавська область       | Пирятинський                    | Бригадир тракторної бригади колгоспу імені Свердлова (с. Дейманівка Пирятинського р-ну)                                                                |                                                                       |
| Мушинський Антон Олександрович      | Вінницька область        | Вороновицький                   | Слюсар-наладчик Степанівського цукрового заводу |                                                                       |
| Назаренко Іван Дмитрович            | Полтавська область       | Хорольський                     | Директор Інституту історії партії ЦК КПУ |                                                                       |
| Назаренко Іван Тимофійович          | Миколаївська область     | Миколаївський-Сталінський       | Голова виконкому Миколаївської обласної ради |                                                                       |
| Найдек Леонтій Іванович             | Хмельницька область      | Деражнянський                   | 2-й секретар ЦК КПУ |                                                                       |
| Наконечний Михайло Олексійович      | Дрогобицька область      | Миколаївський                   | Машиніст крокуючого екскаватора Роздольського сірчаного комбінату                                                                                      |                                                                       |
| Наумов Михайло Іванович             | Чернівецька область      | Кельменецький                   | Начальник Управління внутрішніх військ МВС УРСР |                                                                       |
| Недайборщ Петро Йосипович           | Полтавська область       | Полтавський-Ленінський          | Бригадир штукатурів Полтавського обласного будівельного тресту                                                                                         |                                                                       |
| Нефедова Марія Василівна            | Харківська область       | Куп'янський                     | Свинарка радгоспу «Боровський» (Шевченківського р-ну)                                                                                                  |                                                                       |
| Нечипорук Зоя Савівна               | Станіславська область    | Богородчанський                 | Голова республіканського комітету працівників профспілки освіти, вищої школи і наукових установ                                                        |                                                                       |
| Нещадименко Євгенія Минівна         | Одеська область          | Миколаївський                   | Ланкова колгоспу «Шлях до комунізму» (с. Антонюки Миколаївського району)                                                                               |                                                                       |
| Нікітенкова Ганна Софонівна         | Запорізька область       | Червоноармійський               | Доярка колгоспу імені Дзержинського (с. Любимівка Червоноармійського р-ну)                                                                             |                                                                       |
| Никонов Микола Костянтинович        | Кримська область         | Керченський                     | Старший агломератчик Комиш-Бурунського залізорудного комбінату                                                                                         |                                                                       |
| Овсяник Марія Павлівна              | Харківська область       | Краснокутський                  | Доярка колгоспу імені Сталіна (смт Краснокутськ Краснокутського р-ну)                                                                                  |                                                                       |
| Овсянко Петро Федорович             | Львівська область        | Львівський-Першотравневий       | 1-й секретар Львівського міського комітету КПУ | 15 січня 1962 покінчив життя самогубством                             |
| Омельченко Іван Якимович            | Сталінська область       | Сталіно-Заводський              | Зубофрезерувальник механічного цеху Сталінського машинобудівного заводу імені 15-річчя ЛКСМУ                                                           |                                                                       |
| Онищенко Григорій Потапович         | Ровенська область        | Ровенський міський              | Заступник голови Держплану — міністр УРСР |                                                                       |
| Осаулко Василь Іванович             | Сталінська область       | Єнакіївський                    | Сталевар Єнакіївського металургійного заводу |                                                                       |
| Осипчук Лілія Артемівна             | Вінницька область        | Теплицький                      | Змінний хімік Удицького цукрового заводу (Теплицького р-ну)                                                                                            |                                                                       |
| Остапенко Марія Арсентіївна         | Київська область         | Димерський                      | Директор Димарської семирічної школи Розважівського р-ну                                                                                               |                                                                       |
| Очкій Оксана Мусіївна               | Харківська область       | Мерефянський                    | Зоотехнік колгоспу «Шлях Леніна» (Харківського р-ну)                                                                                                   |                                                                       |
| Павлова Євдокія Максимівна          | Сумська область          | Шосткинський                    | Бригадир Шосткинського машинобудівного заводу |                                                                       |
| Паламарчук Лука Хомич               | Сумська область          | Краснопільський                 | Міністр закордонних справ УРСР |                                                                       |
| Палладін Олександр Володимирович    | Київська область         | Ірпінський                      | Президент Академії наук УРСР |                                                                       |
| Панасюк Денис Харитонович           | Черкаська область        | Золотоніський                   | Прокурор УРСР |                                                                       |
| Панков Петро Олексійович            | Одеська область          | Великомихайлівський             | 1-й секретар Великомихайлівського районного комітету КПУ                                                                                               |                                                                       |
| Панченко Архип Іванович             | Черкаська область        | Монастирищенський               | 1-й секретар Монастирищенського районного комітету КПУ                                                                                                 |                                                                       |
| Пастернак Оксана Федорівна          | Сталінська область       | Залізничний                     | Головний конструктор інституту «Дондіпровуглемаш» (м. Сталіно)                                                                                         |                                                                       |
| Патон Борис Євгенович               | Сталінська область       | Калінінський                    | Директор Інституту електрозварювання імені Є. О. Патона АН УРСР                                                                                        |                                                                       |
| Пашко Яків Юхимович                 | Луганська область        | Краснолуцький                   | Головний редактор журналу «Комуніст України» |                                                                       |
| Педанюк Іван Маркович               | Кіровоградська область   | Бобринецький                    | Редактор газети «Радянська Україна» |                                                                       |
| Педченко Марія Дмитрівна            | Миколаївська область     | Снігурівський                   | Доярка радгоспу імені Суворова (Снігурівського р-ну)                                                                                                   |                                                                       |
| Перчин Микола Васильович            | Дніпропетровська область | Криворізький                    | Керуючий тресту «Криворіжжитлобуд»; голова Криворізького міськвиконкому                                                                                |                                                                       |
| Пидорич Марія Андріївна             | Черкаська область        | Драбівський                     | Доярка радгоспу «Драбівський» (Драбівського р-ну) |                                                                       |
| Пирог Іван Васильович               | Волинська область        | Ковельський                     | Машиніст паровозу залізничної станції Ковель |                                                                       |
| Підгорний Микола Вікторович         | Київ                     | Центральний                     | 1-й секретар ЦК КПУ |                                                                       |
| Піддяча Фатима Андріївна            | Полтавська область       | Чутівський                      | Свинарка радгоспу імені Артема (смт Артемівка Чутівського району)                                                                                      |                                                                       |
| Пінчук Андрій Степанович            | Миколаївська область     | Великоврадіївський              | 2-й секретар Миколаївського обласного комітету КПУ |                                                                       |
| Пінчук Іван Теофанович              | Житомирська область      | Житомирський міський            | Бригадир будівельної бригади Житомирського облбудтресту                                                                                                |                                                                       |
| Піонтковський Йосип Іванович        | Херсонська область       | Цюрупинський                    | Голова колгоспу імені Кірова (с. Чорнобаївка Херсонського р-ну)                                                                                        |                                                                       |
| Піснячевський Дмитро Петрович       | Харківська область       | Сахновщинський                  | Голова виконкому Харківської обласної ради |                                                                       |
| Піхотенко Оксана Михайлівна         | Дніпропетровська область | Софіївський                     | Свинарка колгоспу імені Щорса (Софіївського р-ну) |                                                                       |
| Плескановська Валентина Михайлівна  | Сталінська область       | Макіївський-Центральноміський   | Лікар Макіївської міської лікарні |                                                                       |
| Плющ Ганна Василівна                | Чернігівська область     | Малодівицький                   | Ланкова колгоспу імені Чапаєва (с. Мала Дівиця Прилуцького р-ну)                                                                                       |                                                                       |
| Побива Ганна Оникіївна              | Херсонська область       | Херсонський перший              | Бригадир Херсонського консервного заводу імені Сталіна                                                                                                 |                                                                       |
| Поборчий Олександр Павлович         | Дніпропетровська область | Криворізький-Дзержинський       | Начальник комбінату «Кривбасбуд» |                                                                       |
| Повзик Марко Власович               | Закарпатська область     | Перечинський                    | 2-й секретар Закарпатського обласного комітету КПУ |                                                                       |
| Погорєльцев Олександр Якович        | Харківська область       | Харківський-Жовтневий           | Слюсар Харківського заводу «Світло шахтаря» |                                                                       |
| Подоляк Ніна Федотівна              | Запорізька область       | Оріхівський                     | Токар Оріхівського механічного заводу |                                                                       |
| Пойдеменко Олексій Костянтинович    | Полтавська область       | Полтавський-Київський           | Слюсар-лекальник Полтавського турбомеханічного заводу                                                                                                  |                                                                       |
| Полинін Федір Петрович              | Закарпатська область     | Берегівський                    | Командувач 57-ї повітряної армії Прикарпатського військового округу, генерал-полковник авіації                                                         |                                                                       |
| Полякова Ольга Миколаївна           | Луганська область        | Біловодський                    | Агроном колгоспу «Шлях Леніна» (Міловського р-ну) |                                                                       |
| Попльовкін Трохим Трохимович        | Сумська область          | Ямпільський                     | Голова виконкому Сумської обласної ради |                                                                       |
| Порубана Зоя Яківна                 | Чернівецька область      | Кіцманський                     | Доярка колгоспу «День урожаю» (Кіцманського р-ну) |                                                                       |
| Поточилов Артем Григорович          | Миколаївська область     | Баштанський                     | Бригадир тракторної бригади колгоспу «Зорі Кремля» (Баштанського р-ну)                                                                                 |                                                                       |
| Прокоп Стефанія Григорівна          | Станіславська область    | Станіславський                  | Лікар-терапевт 1-ї Станіславської міської лікарні |                                                                       |
| Прокоф'єва Оксана Сергіївна         | Сталінська область       | Слов'янський                    | Ланкова колгоспу «Червоні маяки» (с. Маяки Слов'янського р-ну)                                                                                         |                                                                       |
| Проців Вітольда Іванівна            | Станіславська область    | Коломийський                    | Викладач Коломийського педагогічного училища |                                                                       |
| Ребік Уляна Миронівна               | Чернігівська область     | Новгород-Сіверський             | Бригадир тракторної бригади колгоспу імені Калініна (Новгород-Сіверського р-ну)                                                                        |                                                                       |
| Ревуцький Лев Миколайович           | Одеська область          | Одеський-Центральний            | Композитор |                                                                       |
| Ремига Надія Терентіївна            | Херсонська область       | Генічеський                     | Доярка колгоспу «Грузія» (Генічеського р-ну) |                                                                       |
| Решетняк Пилип Несторович           | Луганська область        | Попаснянський                   | Голова виконкому Луганської обласної ради |                                                                       |
| Рогоза Прокіп Данилович             | Дніпропетровська область | Дніпродзержинський-Сталінський  | 1-й секретар Дніпродзержинського міського комітету КПУ                                                                                                 |                                                                       |
| Розенко Петро Якимович              | Луганська область        | Боково-Антрацитівський          | 1-й заступник голови Держплану УРСР |                                                                       |
| Романенко Олександр Олексійович     | Харківська область       | Харківський-Ленінський          | Машиніст депо залізничної станції Харків-Сортувальна                                                                                                   |                                                                       |
| Руденко Гаврило Митрофанович        | Харківська область       | Богодухівський                  | 1-й секретар Богодухівського районного комітету КПУ |                                                                       |
| Руденко Яків Кузьмич                | Хмельницька область      | Славутський                     | Завідувач відділу оборонної промисловості ЦК КПУ |                                                                       |
| Русаков Олексій Олексійович         | Чернігівська область     | Бахмацький                      | Машиніст паровозного депо залізничної станції Бахмач                                                                                                   |                                                                       |
| Русин Василь Павлович               | Закарпатська область     | Іршавський                      | Прокурор Закарпатської області |                                                                       |
| Рябошапка Олександра Климівна       | Ровенська область        | Костопільський                  | Бригадир тракторної бригади колгоспу імені Сталіна (Костопільського р-ну)                                                                              |                                                                       |
| Саблєв Павло Юхимович               | Харківська область       | Харківський-Орджонікідзевський  | Директор Харківського тракторного заводу імені С. Орджонікідзе                                                                                         |                                                                       |
| Савельєв Іван Степанович            | Сумська область          | Смілівський                     | Завідувач відділу машинобудування ЦК КПУ |                                                                       |
| Савченко Марія Харитонівна          | Сумська область          | Лебединський                    | Доярка колгоспу імені Леніна (с. Токарі Лебединського р-ну)                                                                                            |                                                                       |
| Савчук Володимир Панасович          | Чернівецька область      | Новоселицький                   | Голова колгоспу «Зоря комунізму» (Новоселицького р-ну)                                                                                                 |                                                                       |
| Саєнко Дмитро Іванович              | Харківська область       | Балаклійський                   | Буровий майстер Шебелинської контори буріння |                                                                       |
| Сазонов Митрофан Омелянович         | Кіровоградська область   | Новгородківський                | Машиніст паровозного депо залізничної станції Долинська                                                                                                |                                                                       |
| Сай Микола Петрович                 | Вінницька область        | Козятинський                    | Голова правління Укоопспілки |                                                                       |
| Салабай Єфросинія Федорівна         | Хмельницька область      | Кам'янець-Подільський міський   | Штукатур Кам'янець-Подільського будівельного управління № 2                                                                                            |                                                                       |
| Самородова Марія Аврамівна          | Запорізька область       | Запорізький-Шевченківський      | Слюсар Запорізького машинобудівного заводу |                                                                       |
| Сахновський Георгій Леонідович      | Дрогобицька область      | Ходорівський                    | Міністр торгівлі УРСР |                                                                       |
| Свида Василь Іванович               | Закарпатська область     | Хустський                       | Голова правління Закарпатського відділення Спілки радянських художників України                                                                        |                                                                       |
| Селіванов Олександр Гнатович        | Одеська область          | Білгород-Дністровський          | Голова раднаргоспу Одеського економічного адміністративного району                                                                                     |                                                                       |
| Семинський Віталій Купріянович      | Київ                     | Жовтневий                       | Токар Київського заводу «Червоний екскаватор» |                                                                       |
| Сенін Іван Семенович                | Сталінська область       | Костянтинівський                | 1-й заступник Голови Ради Міністрів УРСР, голова Держплану УРСР                                                                                        |                                                                       |
| Сердюк Олександр Іванович           | Харківська область       | Чугуївський                     | Директор Харківського академічного українського драматичного театру імені Т. Г. Шевченка                                                               |                                                                       |
| Сердюк Ольга Семенівна              | Сумська область          | Липово-Долинський               | Телятниця колгоспу імені Комінтерну (с. Коровинці Недригайлівського р-ну)                                                                              |                                                                       |
| Середа Олександра Яківна            | Вінницька область        | Немирівський                    | Ланкова колгоспу «Україна» (с. Ситківці Брацлавського р-ну)                                                                                            |                                                                       |
| Сіднєв Борис Арсенійович            | Запорізька область       | Куйбишевський                   | Командувач 48-ї повітряної армії Одеського військового округу, генерал-полковник авіації                                                               |                                                                       |
| Сіромашенко Сергій Сергійович       | Дніпропетровська область | Марганецький                    | Бригадир вибійників рудника імені 40-річчя Жовтня |                                                                       |
| Скворок Микола Іванович             | Запорізька область       | Великотокмацький                | Комбайнер колгоспу імені ХХІ з'їзду КПРС (с. Новомиколаївка Великотокмацького р-ну)                                                                    |                                                                       |
| Слободченко Василь Опанасович       | Запорізька область       | Веселівський                    | 2-й секретар Запорізького обласного комітету КПУ |                                                                       |
| Слободянюк Дмитро Онуфрійович       | Вінницька область        | Шаргородський                   | 2-й секретар Вінницького обласного комітету КПУ |                                                                       |
| Слободянюк Маркіян Сергійович       | Вінницька область        | Чечельницький                   | Голова виконкому Вінницької обласної ради |                                                                       |
| Соболь Микола Олександрович         | Харківська область       | Харківський-Червонозаводський   | Голова раднаргоспу Харківського економічного адміністративного району                                                                                  |                                                                       |
| Соколовський Теодор Іванович        | Станіславська область    | Калуський                       | Машиніст підйомної машини шахти Калуського калійного комбінату                                                                                         |                                                                       |
| Соломаха Катерина Марківна          | Полтавська область       | Лубенський                      | Ланкова колгоспу імені Кірова (с. Михнівці Лубенського р-ну)                                                                                           |                                                                       |
| Сорока Павло Антонович              | Луганська область        | Луганський-Жовтневий            | Директор Луганського тепловозобудівного заводу імені Жовтневої революції                                                                               |                                                                       |
| Стародубов Кирило Федорович         | Дніпропетровська область | Жовтневий                       | Завідувач кафедри термічної обробки металів Дніпропетровського металургійного інституту                                                                |                                                                       |
| Степаненко Олександр Данилович      | Одеська область          | Одеський-Сталінський            | 1-й секретар Одеського міського комітету КПУ |                                                                       |
| Степанчук Петро Олексійович         | Київ                     | Ленінський                      | Бригадир будівельної бригади тресту «Хрещатикбуд» |                                                                       |
| Степченко Федір Петрович            | Одеська область          | Котовський                      | Член Військової ради — начальник Політуправління Одеського військового округу, генерал-лейтенант                                                       |                                                                       |
| Стеценко Степан Омелянович          | Черкаська область        | Буцький                         | 2-й секретар Черкаського обласного комітету КПУ |                                                                       |
| Стоянцев Олексій Андрійович         | Волинська область        | Володимир-Волинський            | Голова Комісії радянського контролю Ради Міністрів УРСР                                                                                                |                                                                       |
| Стрілець Іван Федорович             | Полтавська область       | Лохвицький                      | 1-й секретар Лохвицького районного комітету КПУ |                                                                       |
| Сугак Оксана Іванівна               | Черкаська область        | Златопільський                  | Трактористка колгоспу «Зоря» Златопільського району |                                                                       |
| Сурвачова Ольга Дмитрівна           | Волинська область        | Луцький                         | Вчителька Луцької середньої школи № 1 |                                                                       |
| Суркін Микола Прокопович            | Кримська область         | Феодосійський                   | 2-й секретар Кримського обласного комітету КПУ |                                                                       |
| Танченко Іван Михайлович            | Київська область         | Тетіївський                     | 2-й секретар Київського обласного комітету КПУ |                                                                       |
| Танченко Степан Дмитрович           | Миколаївська область     | Жовтневий                       | Голова колгоспу імені Леніна (с. Калинівка Жовтневого р-ну)                                                                                            |                                                                       |
| Тарасевич Іван Федорович            | Запорізька область       | Пологський                      | 1-й секретар Гуляйпільського районного комітету КПУ |                                                                       |
| Тарнавський Ілля Євстахійович       | Дрогобицька область      | Турківський                     | Голова виконкому Дрогобицької обласної ради |                                                                       |
| Терентьєв Валентин Олександрович    | Сталінська область       | Ждановський-Жовтневий           | Міністр будівництва УРСР |                                                                       |
| Терещенко Павло Якович              | Полтавська область       | Кременчуцький міський           | Майстер складального цеху Крюківського вагонобудівного заводу                                                                                          | 22 жовтня 1961 помер                                                  |
| Тимчук Катерина Андріївна           | Ровенська область        | Березнівський                   | Завідувачка ферми колгоспу імені Сталіна (с. Зірне Березнівського р-ну)                                                                                |                                                                       |
| Тиндюк Ганна Кузьмівна              | Волинська область        | Торчинський                     | Ланкова колгоспу «Радянська Волинь» (Торчинського р-ну)                                                                                                |                                                                       |
| Титаренко Олексій Антонович         | Сталінська область       | Кіровський                      | 1-й секретар Сталінського міського комітету КПУ |                                                                       |
| Титов Віталій Миколайович           | Харківська область       | Валківський                     | 1-й секретар Харківського обласного комітету КПУ |                                                                       |
| Тичина Павло Григорович             | Черкаська область        | Корсунь-Шевченківський          | Поет, академік АН УРСР |                                                                       |
| Топчій Ольга Миколаївна             | Чернігівська область     | Ічнянський                      | Ланкова колгоспу імені Леніна (Ічнянського р-ну) |                                                                       |
| Торик Микола Антонович              | Кримська область         | Севастопольський-Сталінський    | Член Військової ради — начальник Політуправління Чорноморського флоту, віце-адмірал                                                                    |                                                                       |
| Трачук Захар Трохимович             | Вінницька область        | Бершадський                     | Комбайнер колгоспу імені Котовського (с. Берізки-Бершадські Бершадського р-ну)                                                                         |                                                                       |
| Трачук Оксана Омелянівна            | Ровенська область        | Дубнівський                     | Робітниця Дубнівської трикотажної фабрики |                                                                       |
| Треп'ядько Катерина Кирилівна       | Чернігівська область     | Остерський                      | Свинарка колгоспу імені Леніна (Козелецького р-ну) |                                                                       |
| Трубаєва Дарія Герасимівна          | Кримська область         | Сімферопольський                | Бригадир овочівницької бригади радгоспу «Озерний» (Сакського р-ну)                                                                                     |                                                                       |
| Трусов Костянтин Ананійович         | Харківська область       | Харківський-Дзержинський        | 1-й секретар Харківського міського комітету КПУ |                                                                       |
| Тупіков Георгій Миколайович         | Вінницька область        | Погребищенський                 | Командувач 43-ї повітряної армії, генерал-полковник авіації                                                                                            | 16 листопада 1961 помер                                               |
| Турбай Григорій Автономович         | Кіровоградська область   | Кіровоградський                 | Голова виконкому Кіровоградської обласної ради |                                                                       |
| Український Михайло Йосипович       | Сталінська область       | Шахтарський                     | Бригадир прохідників шахти № 30-31 (м. Шахтарськ) |                                                                       |
| Ушакова Валентина Андріївна         | Сталінська область       | Ново-Економічний                | Машиніст підйомної машини шахтоуправління № 2 тресту «Красноармійськвугілля» (смт. Ново-Економічне)                                                    |                                                                       |
| Фастованов Андрій Григорович        | Хмельницька область      | Старо-Костянтинівський          | 2-й секретар Хмельницького обласного комітету КПУ |                                                                       |
| Федоров Олексій Федорович           | Чернігівська область     | Щорський                        | Міністр соціального забезпечення УРСР |                                                                       |
| Фещук Павло Пилипович               | Кіровоградська область   | Гайворонський                   | 1-й секретар Гайворонського районного комітету КПУ |                                                                       |
| Філіппов Іван Маркелович            | Кримська область         | Сімферопольський-Залізничний    | Голова виконкому Кримської обласної ради |                                                                       |
| Фоміних Євген Іванович              | Дніпропетровська область | Солонянський                    | Командувач 6-ї гвардійської танкової армії Київського військового округу, генерал-лейтенант танкових військ                                            |                                                                       |
| Фурман Микола Корнійович            | Вінницька область        | Вінницький міський              | 1-й секретар Вінницького міського комітету КПУ |                                                                       |
| Хань Марія Степанівна               | Тернопільська область    | Козівський                      | Ланкова колгоспу імені Мічуріна (Козівського р-ну) |                                                                       |
| Харлан Василь Кузьмич               | Миколаївська область     | Варварівський                   | Чабан радгоспу імені Шмідта (Очаківського р-ну) |                                                                       |
| Хворостяний Микола Михайлович       | Дніпропетровська область | Петриківський                   | Завідувач відділу пропаганди і агітації ЦК КПУ |                                                                       |
| Хірна Таїсія Максимівна             | Миколаївська область     | Первомайський                   | Головний зоотехнік Первомайської районної інспекції по сільському господарству                                                                         |                                                                       |
| Ходаков Микола Іванович             | Луганська область        | Ровеньківський                  | Тракторист колгоспу «Червоний колос» (Ровеньківського р-ну)                                                                                            |                                                                       |
| Холод Ольга Микитівна               | Київська область         | Броварський                     | Головний агроном колгоспу «Жовтень» (с. Требухів Броварського р-ну)                                                                                    |                                                                       |
| Хорунжий Михайло Васильович         | Одеська область          | Тарутинський                    | Голова виконкому Одеської обласної ради |                                                                       |
| Хромих Іван Ілліч                   | Запорізька область       | Запорізький-Сталінський         | 1-й секретар Запорізького міського комітету КПУ |                                                                       |
| Хромичева Стефанія Йосипівна        | Станіславська область    | Городенківський                 | Голова колгоспу імені Івана Франка (с. Чернятин Городенківського р-ну)                                                                                 |                                                                       |
| Худолій Марта Савівна               | Житомирська область      | Радомишльський                  | Ланкова колгоспу «Перше травня» (Радомишльського р-ну)                                                                                                 |                                                                       |
| Царик Григорій Якович               | Київ                     | Печерський                      | Токар-лекальник Київського заводу «Арсенал» імені В. І. Леніна                                                                                         |                                                                       |
| Цвітенко Парасковія Семенівна       | Луганська область        | Сватівський                     | Свинарка колгоспу «40 років Жовтня» (с. Преображенне Сватівського р-ну)                                                                                |                                                                       |
| Цоколь Андрій Якимович              | Луганська область        | Успенський                      | Голова правління Української ради промислової кооперації (Укрпромради)                                                                                 |                                                                       |
| Чаленко Максим Митрофанович         | Луганська область        | Кадіївський-Голубівський        | Начальник шахтоуправління № 77 тресту «Кіроввугілля»                                                                                                   |                                                                       |
| Червоненко Степан Васильович        | Чернігівська область     | Городнянський                   | Секретар ЦК КПУ |                                                                       |
| Чернявський Іван Васильович         | Сумська область          | Білопільський                   | Машиніст паровозного депо залізничної станції Ворожба                                                                                                  |                                                                       |
| Чорна Олена Євстахіївна             | Тернопільська область    | Теребовлянський                 | Завідувачка тваринницьких ферм колгоспу імені Сталіна (с. Лощинівка Струсівського р-ну)                                                                |                                                                       |
| Чуйков Василь Іванович              | Київська область         | Білоцерківський                 | Командувач військ Київського військового округу, маршал СРСР                                                                                           |                                                                       |
| Чумаченко Алла Олексіївна           | Дніпропетровська область | Красногвардійський              | Машиніст баштового крана машинно-прокатної бази Дніпропетровського будівельно-монтажного тресту № 17                                                   |                                                                       |
| Шапран Павло Романович              | Житомирська область      | Володарсько-Волинський          | 2-й секретар Житомирського обласного комітету КПУ |                                                                       |
| Шаталова Євдокія Семенівна          | Одеська область          | Одеський-Іллічівський           | Прядильниця Одеської джутової фабрики |                                                                       |
| Шах Зінаїда Савеліївна              | Ровенська область        | Здолбунівський                  | Ланкова колгоспу імені РСЧА (с. Мізоч Мізоцького р-ну)                                                                                                 |                                                                       |
| Швидка Текля Олександрівна          | Київська область         | Сквирський                      | Ланкова колгоспу імені Куйбишева (с. Кривошиїнці Сквирського р-ну)                                                                                     |                                                                       |
| Шевель Георгій Георгійович          | Київ                     | Сталінський                     | 2-й секретар Київського міського комітету КПУ |                                                                       |
| Шевченко Володимир Васильович       | Луганська область        | Кадіївський-Іллічівський        | 2-й секретар Луганського обласного комітету КПУ |                                                                       |
| Шейко Михайло Пилипович             | Полтавська область       | Миргородський                   | Голова виконкому Миргородської районної ради |                                                                       |
| Шелест Петро Юхимович               | Київська область         | Обухівський                     | 1-й секретар Київського обласного комітету КПУ |                                                                       |
| Шеремет Віктор Леонідович           | Дніпропетровська область | Ленінський                      | Бригадир монтажників заводу залізобетонних конструкцій тресту «Дніпровськпромбуд»                                                                      |                                                                       |
| Ширай Ганна Олександрівна           | Чернігівська область     | Любецький                       | Ланкова колгоспу імені Коцюбинського (с. Ковпита Михайло-Коцюбинського р-ну)                                                                           |                                                                       |
| Ширинга Олександра Федорівна        | Ровенська область        | Зарічнянський                   | Свинарка колгоспу імені Леніна (с. Морочне Зарічненського р-ну)                                                                                        |                                                                       |
| Шкодіна Варвара Сергіївна           | Сумська область          | Кролевецький                    | Головний зоотехнік Кролевецької районної інспекції по сільському господарству                                                                          |                                                                       |
| Шмигельський Василь Петрович        | Хмельницька область      | Шепетівський                    | Машиніст паровозного депо залізничної станції Шепетівка                                                                                                |                                                                       |
| Шпетна Лідія Максимівна             | Сумська область          | Сумський                        | Вчителька Вирівської середньої школи (Улянівського р-ну)                                                                                               |                                                                       |
| Штих Олександр Петрович             | Сталінська область       | Горлівський-Калінінський        | Апаратник аміачного цеху Горлівського азотнотукового заводу                                                                                            |                                                                       |
| Шувера Оксана Савеліївна            | Хмельницька область      | Ярмолинецький                   | Ланкова колгоспу «Правда» (с. Правдівка Ярмолинецького р-ну)                                                                                           |                                                                       |
| Шульженко Клавдія Никифорівна       | Луганська область        | Луганський-Кам'яно-Брідський    | Ткаля Луганського тонкосуконного комбінату |                                                                       |
| Шупик Платон Лукич                  | Кримська область         | Євпаторійський                  | Міністр охорони здоров'я УРСР |                                                                       |
| Щеглов Панас Федорович              | Сталінська область       | Дебальцевський                  | Командувач Київської армії ППО — заступник командувача військ Київського військового округу з ППО, генерал-майор                                       |                                                                       |
| Щербицький Володимир Васильович     | Дніпропетровська область | Дніпродзержинський-Баглійський  | Секретар ЦК КПУ |                                                                       |
| Щетинін Микола Тимофійович          | Житомирська область      | Овруцький                       | Міністр фінансів УРСР |                                                                       |
| Щукін Микола Леонтійович            | Сталінська область       | Іловайський                     | Машиніст паровозного депо залізничної станції Іловайське                                                                                               |                                                                       |
| Щус Олександра Кирилівна            | Сталінська область       | Дружківський                    | Вчителька Дружківської середньої школи |                                                                       |
| Юнак Іван Харитонович               | Дніпропетровська область | Синельниківський                | Голова виконкому Дніпропетровської обласної ради |                                                                       |
| Юпко Лев Дмитрович                  | Запорізька область       | Запорізький-Придніпровський     | Директор Запорізького металургійного заводу «Запоріжсталь»                                                                                             |                                                                       |
| Юра Гнат Петрович                   | Київська область         | Бородянський                    | Художній керівник Київського державного академічного українського драматичного театру імені Івана Франка (м. Київ)                                     |                                                                       |
| Юр'єв Василь Якович                 | Харківська область       | Великобурлуцький                | Директор Українського науково-дослідного інституту генетики і селекції, академік АН УРСР                                                               | 8 лютого 1962 помер                                                   |
| Яковлева Марія Йосипівна            | Дніпропетровська область | Межівський                      | Агроном колгоспу імені Леніна (Межівського р-ну) |                                                                       |
| Япаскурт Василь Васильович          | Вінницька область        | Калинівський                    | Голова раднаргоспу Вінницького економічного адміністративного району                                                                                   |                                                                       |
| Ярмоленко Марія Федорівна           | Київ                     | Подільський                     | Майстер 4-ї Київської взуттєвої фабрики |                                                                       |
| Ярощук Юхим Арсентійович            | Волинська область        | Маневицький                     | Голова виконкому Волинської обласної ради |                                                                       |
| Ястребова Анастасія Порфирівна      | Сталінська область       | Слов'янський міський            | Заступник начальника цеху Слов'янського содового комбінату                                                                                             |                                                                       |
| Яцишина Людмила Пилипівна           | Вінницька область        | Гайсинський                     | Голова колгоспу імені Паризької комуни (с. Харпачки Гайсинського р-ну)                                                                                 |                                                                       |
| Яцуба Іван Васильович               | Дніпропетровська область | Кіровський                      | 1-й секретар Дніпропетровського міського комітету КПУ                                                                                                  |                                                                       |
| Скаба Андрій Данилович              | Житомирська область      | Бердичівський                   | Секретар ЦК КПУ | 13 вересня 1959 дообраний, 18 листопада 1959 повноваження затверджені |
| Толубєєв Микита Павлович            | Дніпропетровська область | Васильківський                  | 2-й секретар Дніпропетровського обласного комітету КПУ                                                                                                 | 13 вересня 1959 дообраний, 18 листопада 1959 повноваження затверджені |
| Даденков Юрій Миколайович           | Станіславська область    | Яблонівський                    | Міністр вищої і середньої спеціальної освіти УРСР | 31 січня 1960 дообраний, 29 червня 1960 повноваження затверджені      |
| Ільницький Юрій Васильович          | Закарпатська область     | Виноградівський                 | 2-й секретар Закарпатського обласного комітету КПУ | 21 серпня 1960 дообраний, 27 грудня 1960 повноваження затверджені     |
| Єльченко Юрій Никифорович           | Житомирська область      | Ружинський                      | 1-й секретар ЦК ЛКСМУ | 18 вересня 1960 дообраний, 27 грудня 1960 повноваження затверджені    |
| Мацидонський Федір Гнатович         | Чернівецька область      | Чернівецький-Сталінський        | Голова виконкому Чернівецької обласної ради | 30 жовтня 1960 дообраний, 27 грудня 1960 повноваження затверджені     |
| Кириченко Микола Карпович           | Полтавська область       | Кременчуцький міський           | 2-й секретар Полтавського обласного комітету КПУ | 7 січня 1962 дообраний, 4 липня 1962 повноваження затверджені         |
| Іваненко Іван Степанович            | Луганська область        | Комунарський (Ворошиловський)   | 2-й секретар Луганського обласного комітету КПУ | 25 лютого 1962 дообраний, 4 липня 1962 повноваження затверджені       |
| Тронько Петро Тимофійович           | Вінницька область        | Погребищенський                 | Заступник голови Ради міністрів УРСР | 25 лютого 1962 дообраний, 4 липня 1962 повноваження затверджені       |
| Ващенко Григорій Іванович           | Харківська область       | Великобурлуцький                | 2-й секретар Харківського обласного комітету КПУ | 25 березня 1962 дообраний, 4 липня 1962 повноваження затверджені      |
| Куцевол Василь Степанович           | Львівська область        | Львівський-Першотравневий       | 1-й секретар Львівського міського комітету КПУ | 25 березня 1962 дообраний, 4 липня 1962 повноваження затверджені      |
| Ярцев Костянтин Миколайович         | Дніпропетровська область | Амур-Нижньодніпровський         | 2-й секретар Дніпропетровського обласного комітету КПУ                                                                                                 | 30 вересня 1962 дообраний, 25 грудня 1962 повноваження затверджені    |